# Allée des Justes
Allée des Justes je ulice v Paříži v historické čtvrti Marais. Nachází se ve 4. obvodu. Byla pojmenována (Alej Spravedlivých) na počest francouzských Spravedlivých mezi národy.

## Poloha
Ulice je krátká pěší zóna mezi Rue Geoffroy-l'Asnier a Rue du Pont-Louis-Philippe.

## Historie
Ulice byla původně součástí ulice Rue du Grenier-sur-l'Eau. Své nové jméno získala vyhláškou ze 17. července 2000.

## Zajímavé objekty
- Zeď Spravedlivých (Mur des Justes) odhalená 14. června 2006, která obsahuje jména 2693 osob z Francie, kteří byli poctěni titulem Spravedlivý mezi národy.
- Rozšířený průchod (Le passage amplifié) otevřený 23. září 2008. Jedná se o zvukové umělecké dílo na památku 11 400 židovských dětí, z nichž 6 100 pocházelo z Paříže, které byly v letech 1942–1944 deportovány do vyhlazovacích táborů.
- Wallaceova fontána